# Marion Wohlrab
Marion Wohlrab (Pfaffenhofen, 8 juni 1974) is een voormalig Duits langebaanschaatsster.
Op de Olympische Spelen van 2002 nam Wohrab deel aan de 500 meter (19e), 1000 meter (21e) en 1500 meter (22e).
Wohrab startte ook enkele malen op de WK afstanden voor junioren en op de WK Sprint.

## Records

### Persoonlijke records[3]
| Afstand    | Tijd    | Datum            | Baan           |
| ---------- | ------- | ---------------- | -------------- |
| 500 meter  | 38,66   | 13 februari 2002 | Salt Lake City |
| 1000 meter | 1.16,51 | 17 februari 2002 | Salt Lake City |
| 1500 meter | 1.57,61 | 16 maart 2001    | Calgary        |
| 3000 meter | 4.33,88 | 14 maart 1998    | Calgary        |
| 5000 meter | 8.13,27 | 30 oktober 1992  | Inzell         |